# Isaac Asare
Isaac Asare (ur. 1 września 1974 w Kumasi) – ghański piłkarz grający na pozycji obrońcy. W swojej karierze rozegrał 27 meczów w reprezentacji Ghany i strzelił w nich 1 gola.

## Kariera klubowa
Swoją karierę piłkarską Asare rozpoczął w klubie Cornerstones Kumasi. W 1990 roku zadebiutował w jego barwach w ghańskiej Premier League. W Cornerstones grał do końca 1991 roku.
Na początku 1992 roku Asare przeszedł do Anderlechtu. Do końca sezonu 1996/1997 rozegrał w nim 21 ligowych meczów. Wraz z Anderlechtem wywalczył trzy tytuły mistrza Belgii w sezonach 1992/1993, 1993/1994 i 1994/1995. Zdobył też Puchar Belgii (1994) i dwa Superpuchary Belgii (1993, 1995).
W 1997 roku Asare został zawodnikiem Cercle Brugge i grał w nim przez dwa lata. W latach 1999–2001 był piłkarzem greckiego FAS Naoussa, a w latach 2001–2003 grał w KFC Dessel Sport. Karierę kończył w 2004 roku w KFC Lentezon Beerse.
| Sezon   | Klub                | Kraj   | Rozgrywki      | Mecze | Bramki |
| ------- | ------------------- | ------ | -------------- | ----- | ------ |
| 1990/91 | Cornerstones Kumasi | Ghana  | Premier League | ?     | ?      |
| 1991/92 | Cornerstones Kumasi | Ghana  | Premier League | ?     | ?      |
| 1991/92 | RSC Anderlecht      | Belgia | Eerste klasse  | 0     | 0      |
| 1992/93 | RSC Anderlecht      | Belgia | Eerste klasse  | 1     | 0      |
| 1993/94 | RSC Anderlecht      | Belgia | Eerste klasse  | 5     | 0      |
| 1994/95 | RSC Anderlecht      | Belgia | Eerste klasse  | 0     | 0      |
| 1995/96 | RSC Anderlecht      | Belgia | Eerste klasse  | 10    | 0      |
| 1996/97 | RSC Anderlecht      | Belgia | Eerste klasse  | 5     | 0      |
| 1997/98 | Cercle Brugge       | Belgia | Eerste klasse  | 22    | 0      |
| 1998/99 | Cercle Brugge       | Belgia | Eerste klasse  | 24    | 0      |
| 1999/00 | FAS Naoussa         | Grecja | Beta Ethniki   | 30    | 8      |
| 2000/01 | FAS Naoussa         | Grecja | Gamma Ethniki  | ?     | ?      |
| 2001/02 | KFC Dessel Sport    | Belgia | Tweede klasse  | 30    | 3      |
| 2002/03 | KFC Dessel Sport    | Belgia | Tweede klasse  | 12    | 0      |
| 2003/04 | KFC Lentezon Beerse | Belgia | Derde klasse   | ?     | ?      |

## Kariera reprezentacyjna
W reprezentacji Ghany Asare zadebiutował w 1992 roku. W tym samym roku zdobył brązowy medal na Igrzyskach Olimpijskich w Barcelonie, a także wywalczył wicemistrzostwo Afryki w Pucharze Narodów Afryki 1992. Na tym turnieju zagrał w trzech meczach: ćwierćfinale z Kongiem(2:1), półfinale z Nigerią (2:1) i finale z Wybrzeżem Kości Słoniowej (0:0, k.10:11).
W 1996 roku Asare zagrał w 5 meczach Pucharze Narodów Afryki 1996: z Wybrzeżem Kości Słoniowej (2:0), z Tunezją (2:1), z Mozambikiem (2:0), półfinale z RPA i o 3. miejsce z Zambią (0:1). Od 1992 do 1998 roku rozegrał w kadrze narodowej 27 meczów i strzelił 1 gola.
Asare grał również w młodzieżowych reprezentacjach kraju. W 1989 roku wystąpił na Mistrzostwach Świata U-16. W 1991 roku wywalczył mistrzostwo świata U-17 na Mistrzostwach Świata U-17. Z kolei w 1993 roku został wicemistrzem świata U-21 na Mistrzostwach Świata 1993.